# The War of the Vendée
Pour plus de détails, voir Fiche technique et Distribution.
The War of the Vendée est un film historique américain réalisé par Jim Morlino en 2012.

## Synopsis
Le film relate l'épisode tragique de la Guerre de Vendée, sous le règne de la Terreur, en se concentrant sur les principaux événements de l’année 1793.

## Fiche technique
- Titre anglais : The War of the Vendée
- Réalisation : Jim Morlino
- Scénario : Jim Morlino
- Genre : Film historique
- Musique : Kevin Kaska (de)
- Production : Navis Pictures
- Durée : 90 minutes
- Pays de production :  États-Unis
- Sortie directe en vidéo en 2012

## Distribution
- Grant Gasse : Monsieur Henri
- Mary Claire Morlino : Marie Stofflet
- Brian Murphy : Fr. Bernier
- Jack Murphy : Stofflet
- Connor O'Luanaigh : Charette
- Paul Reilly : Cathelineau
- Louis Rubera: Louis XVI
- Julia Wehner : Madame Stofflet

## Récompenses et distinctions
- Prix Meilleur film pour la jeunesse au festival Mirabile Dictu de 2012[1]